# Povel Fiat
Povel Fiat ist ein brasilianischer Autohändler und ehemaliger Hersteller von Automobilen. Povel steht für Porcino Veículos Ltda.

## Unternehmensgeschichte
Porcino da Costa gründete im Mai 1978 das Unternehmen in Mossoró als Autohandel für Fiat. 1985 begann die Produktion von Automobilen. Der Markenname lautete Povel. Es ist nicht bekannt, wann die Produktion endete.

## Fahrzeuge
Ein Modell war ein Buggy, allerdings auf Fiat-Basis. Seitliche Rohre und eine Überrollvorrichtung, die mit einer Strebe mit dem Rahmen der Windschutzscheibe verbunden war, sorgten für mehr Stabilität. An der Fahrzeugfront befanden sich eckige Scheinwerfer. Ein Heckmotor trieb die Hinterräder an.
Ein anderes Modell war ein zweitüriger Pick-up mit Doppelkabine. Der Fiat Oggi als Stufenheckvariante des Fiat 147 stellte die Basis dar. Daraus ergab sich Frontantrieb.